# Andreas Wolff (Maler)

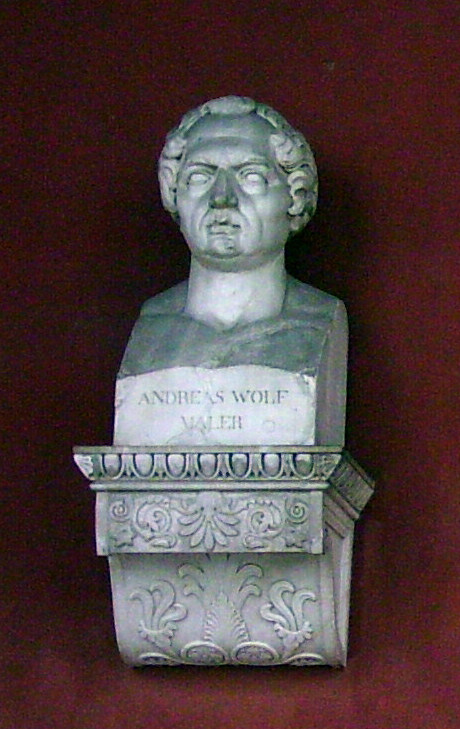
Büste Andreas Wolf, Maler Ruhmeshalle München

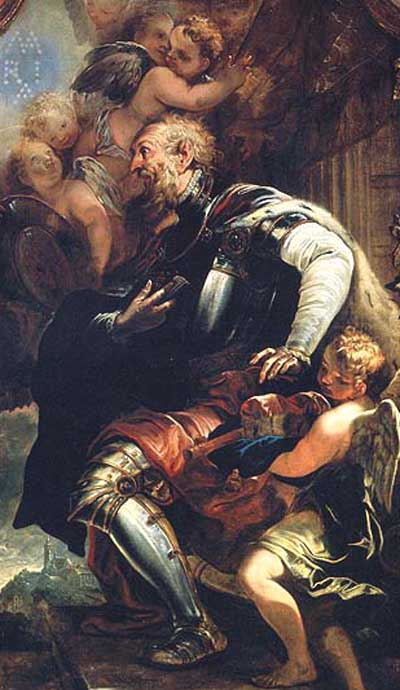
Altarbild von Andreas Wolff am Rassoaltar in der Wallfahrtskirche Andechs

Andreas Wolff, auch Johann Andreas Wolff, (* 11. Dezember 1652 in München; † 9. April 1716) war ein deutscher Maler.

## Leben
Der Künstler, ein Sohn des kaum bekannten Malers Jonas Wolff, war Hofmaler des bayerischen Kurfürsten Max Emanuel, erstellte für den Freisinger Fürstbischof Johann Franz Eckher als Hofmaler zahlreiche Werke und zeichnete sich insbesondere durch seine Altarbilder aus. Neben der Malerei verfasste er auch Gutachten, lieferte Entwürfe und machte Planungen bei Großarchitekturarbeiten. Tätig war er hauptsächlich im altbayerischen, schwäbischen und österreichischem Raum. Einer seiner war Schüler Johann Georg Bergmüller.

## Werke

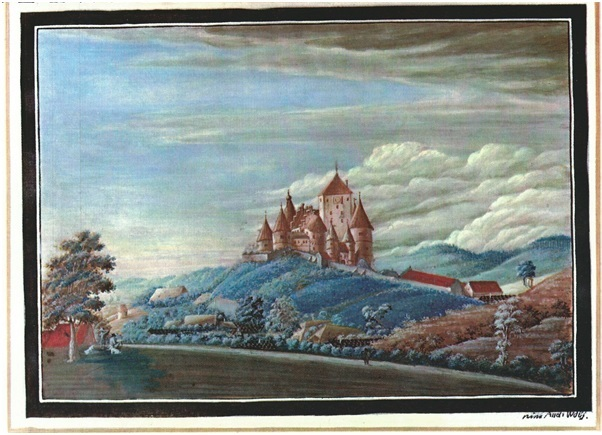
Schloss Wörth an der Donau um 1700

- Altarbild mit Abendmahlsszene, Pfarrkirche St. Jodok, Landshut, um 1690
- Hochaltarblatt 1691, Darstellung Himmelfahrt Mariens, Kloster Indersdorf, ehem. Augustiner-Chorherrenstiftskirche
- Hochaltarbild 1694. Kath. Pfarrkirche St. Michael, München (ehem. Hofkirche Berg am Laim)
- Gemälde in der Münchner Residenz, um 1694
- Gemälde in der Stadtpfarrkirche St. Johann Baptist, Pfaffenhofen/Ilm
- Umbau 1695–98 der Kath. Pfarr- und Wallfahrtskirche St. Maria, Thalkirchen (München)
- Hochaltarblatt mit Kreuzigung Christi, 1697, Kath. Wallfahrtskirche Hl. Blut, Erding
- Anbetung der Hirten, 1698, Nordseitenschiff des Passauer Domes
- Die Enthauptung der hl. Katharina, Öl auf Leinwand, 2,50 × 1,50 Meter, um 1699/1700, Vorhalle des Freisinger Domes
- Selbstporträt, Öl auf Leinwand, um 1700, heute Bayerische Staatsgemäldesammlungen
- Gemälde Schloss Wörth an der Donau, Gouache um 1700, heute Museum der Stadt Regensburg
- Das Martyrium des hl. Matthäus, Öl auf Leinwand 2,80 × 1,95 Meter, 1703, ehemals im Freisinger Dom, jetzt im Dombergmuseum Freising
- Hochaltarblatt 1704 in der Kath. Pfarrkirche St. Laurentius, Hurlach (Landkreis Landsberg/Lech)
- Geburt Mariens, Öl auf Leinwand, 1,60 × 1,40 Meter, 1710, Liebfrauenkapelle im Freisinger Dom
- Altarretabel in der Maximilianskapelle im Freisinger Dom, um 1710
- Hochaltarbild in der Dreifaltigkeitskirche in München ab 1711
- Gemälde in den Abteikirchen Benediktbeuern, Göttweig und Kremsmünster
- Gemälde in der Stiftskirche St. Andrä in Freising und Benediktinerabtei Weihenstephan
- Enthauptung Johannes d.T., 1716, Altargemälde in der Benediktuskirche Freising
- Gemälde in der Heiliggeistkirche München